# Melipotis insipida
Melipotis insipida är en fjärilsart som beskrevs av Felder 1874. Melipotis insipida ingår i släktet Melipotis och familjen nattflyn. Inga underarter finns listade i Catalogue of Life.